# Jenő Murádin
Jenő Murádin (né le 23 novembre 1937 à Călărași) est un historien de l'art, un éditeur et professeur appartenant à la communauté hongroise de Roumanie. Il est membre depuis 2005 de l'Académie hongroise des arts.

## Domaine de recherche
Il étudie principalement l'histoire de l'art hongrois et austro-hongrois des XIXe et XXe siècles et particulièrement la période Biedermeier.

## Biographie
Il est né dans une famille catholique de Lukács Murádin, enseignant, et de Anna Diószeghy. Il étudie à l'Université Babeș-Bolyai de Cluj-Napoca où il acquiert un diplôme de philosophie et d'histoire en 1963. Il commence sa carrière au journal Igazság en tant que directeur artistique (1966-1988), et édite le Napsugár (ensoleillement), magazine littéraire pour la petite enfance (1988-1990). Maître de recherche en 1990, il est enseignant à partir de 1991 à l'Université d'art et d'esthétique de Cluj-Napoca puis professeur. Il voyage en Hongrie et en Italie durant la période 1990-2000. Il vit principalement en Transylvanie. Il participe à la vie artistique hongroise avec notamment des salons et des critiques d'art.
Il est membre fondateur de la Société des Musées de Transylvanie(EME) (1990), membre de l'Alliance nationale des artistes de Roumanie et membre de l'Académie hongroise des Arts (2005).

## Œuvres
- Klein József, Bucarest (1977)
- Barabás Miklós Céh., Bucarest (1978)
- Gy. Szabó Béla, Bucarest (1980)
- Ferenczy művészcsalád Erdélybe, Bucarest (1981)
- Nagy István, Bucarest (1984)
- Maticska Jenő, Bucarest (1985)
- A tél festője - Gruzda János, Bucarest (1989)
- Nagy Oszkár. Kishonthy Zsolttal, Miskolc (1993)
- Nagybánya - a festőtelep művészei, Miskolc (1994)
- Dömötör Gizella - Mund Hugó, Bajkay Évával. Miskolc (1996)
- Nagybánya 100 éve. Szücs Györggyel. Nagybánya-Miskolc (1996)
- Thorma János. Bay Miklóssal, Boros Judittal, Budapest (1997)
- Erdélyi festőiskolák, Bucarest (1997)
- Kovács Zoltán (1998)
- Fadrusz János : két szobor száz éve (2002)
- Gyergyó művészeti topográfiája (2003)
- Szathmáry Pap Károly (2003)
- Az aradi Szabadság-szobor (2003)
- Erdélyi magyar metszetművészet a 20. században (2004)

## Prix
- Prix Németh Lajos
- Médaille de la culture hongroise (2002)